# Żebry-Kordy
Żebry-Kordy (prononciation : [ˈʐɛbrɨ ˈkɔrdɨ]) est un village polonais de la gmina de Czernice Borowe dans le powiat de Przasnysz de la voïvodie de Mazovie dans le centre-est de la Pologne.
Il se situe à environ 3 kilomètres à l'ouest de Czernice Borowe (siège de la gmina), 14 kilomètres à l'ouest de Przasnysz (siège du powiat) et à 94 kilomètres au nord de Varsovie (capitale de la Pologne).
Le village compte approximativement une population de 90 habitants.

## Histoire
De 1975 à 1998, le village appartenait administrativement à la voïvodie de Ciechanów.